# 이토 유키토시
이토 유키토시(일본어: 伊東 幸敏, 1990년 7월 20일 ~ )는 일본의 축구 선수이다.

## 구단 경력
그는 2012년부터 2022년까지 J리그의 가시마 앤틀러스, 제프 유나이티드 지바, 오이타 트리니타에서 활동하였다.